# 滦昌小片
滦昌小片（根据《中国语言地图集》、《汉语官话方言研究》）是冀鲁官话保唐片的一个分支，分布在河北省东北部沿海的一些地区。该小片西与西北邻冀鲁官话保唐片蓟遵小片，北与东北为保唐片抚龙小片。

## 特征
1. 去声读高平调。
2. 与定霸小片相同，很多地点能在轻声前区分阴去与阳去。
3. 动词可以儿化，相当于普通话的“动词＋了”等结构。